# Col de Niard
Le col de Niard est un col alpin de la chaîne des Aravis situé à 1 801 mètres d'altitude. Il sépare le val d'Arly de la vallée de l'Arve. Le col de Niard, ancienne frontière entre le village de La Giettaz et celui de Cordon, fut l'objet de querelles entre les bergers des deux communes. Ce qui eut pour effet de déplacer la frontière au sud, et non plus au col de Niard.

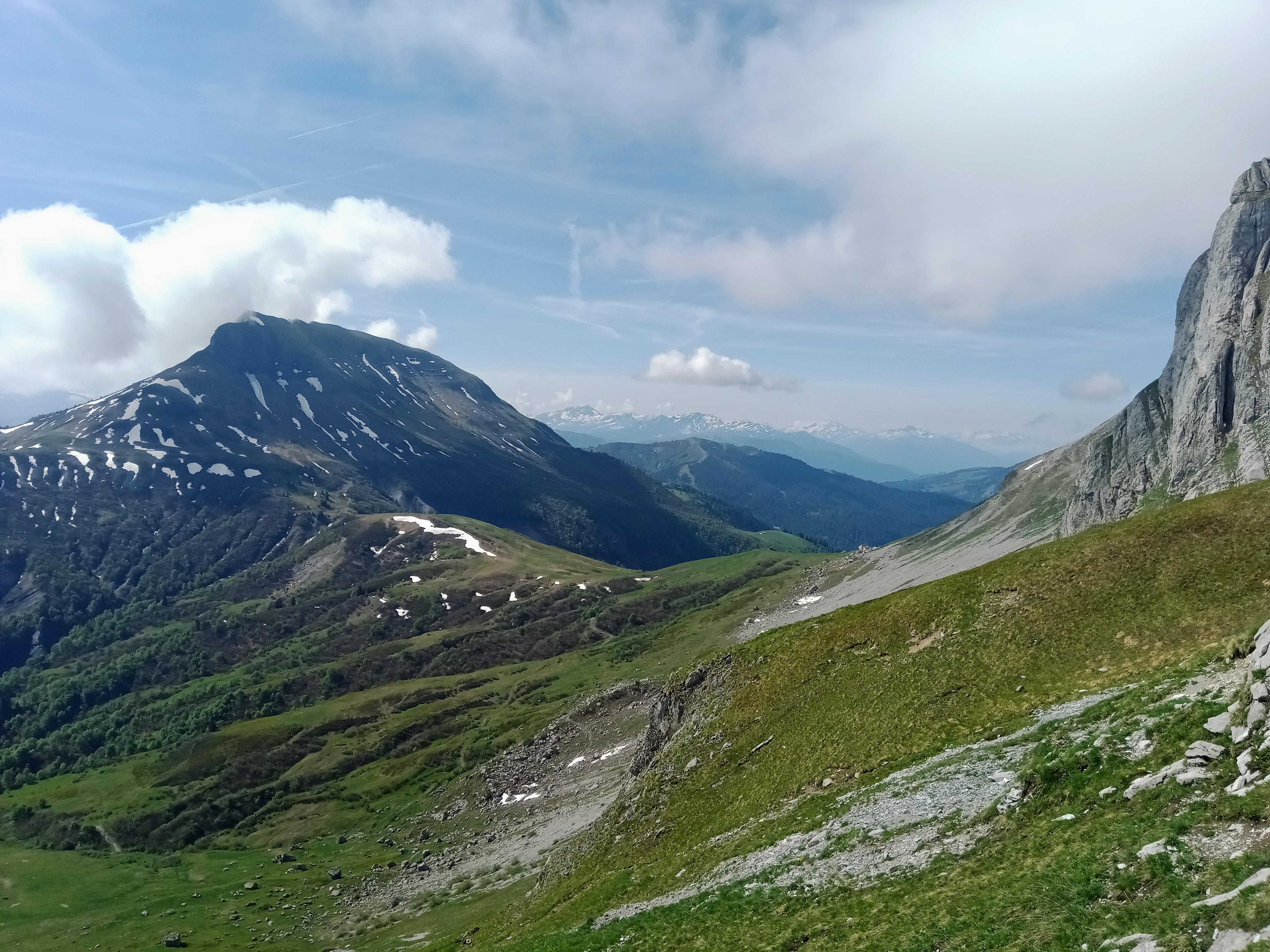
Vue du col de Niard et du Croisse Baulet depuis le nord au pied de la Miaz.